# 夏俊友
夏俊友（1963年8月—），中华人民共和国政治、军事人物。中國人民解放军少將。
曾仼第54集团军副军长，2018年任黑龍江省軍區司令員，2021年7月任浙江省軍區司令員，2022年11月任中共浙江省委常委。